# Halenia major
Halenia major är en gentianaväxtart. Halenia major ingår i släktet Halenia och familjen gentianaväxter.

## Underarter
Arten delas in i följande underarter:
- H. m. major
- H. m. meridensis